# The Gay Lord Quex (film fra 1919)
The Gay Lord Quex er en amerikansk stumfilm fra 1919 af Harry Beaumont.

## Medvirkende
- Tom Moore som Lord Quex
- Gloria Hope som Muriel Eden
- Naomi Childers
- Hazel Daly som Sophie Fullgarney
- Sidney Ainsworth som Sir Chichester Frayne